# Waucza
Waucza (biał. Ваўча; ros. Волча, Wołcza) – wieś na Białorusi, w obwodzie witebskim, w rejonie dokszyckim, w sielsowiecie Biehomla. W 2009 roku liczyła 116 mieszkańców.